# 褐绿海参
褐绿海参（学名：Holothuria olivacea）为海参科海参属的动物。分布于红海、马达加斯加、印度尼西亚、夏威夷群岛、澳大利亚以及中国大陆的海南岛、西沙群岛等地，多生活于珊瑚礁区域、水深3-5m以及钻在海绵或珊瑚缝内。该物种的模式产地在印度尼西亚。
种加词 olivacea 意为“橄榄绿的”。